# Marta Skrzypińska
Marta Skrzypińska (* 29. Juni 1949) ist eine ehemalige polnische Leichtathletin, die sich auf den Sprint spezialisiert hat.

## Sportliche Laufbahn
Marta Skrzypińska trat nur bei einer internationalen Meisterschaft, den Leichtathletik-Halleneuropameisterschaften 1973 in Rotterdam an und gewann dort mit der 4-mal-360-Meter-Staffel in 3:11,65 min gemeinsam mit Danuta Manowiecka, Krystyna Kacperczyk und Danuta Piecyk die Bronzemedaille hinter den Teams aus der Bundesrepublik Deutschland und Frankreich. 